# یواس‌اس یلواستون (ای‌دی-۴۱)
یواس‌اس یلواستون (ای‌دی-۴۱) (به انگلیسی: USS Yellowstone (AD-41)) یک کشتی است که طول آن ۶۴۲ فوت (۱۹۶ متر) می‌باشد. این کشتی در سال ۱۹۷۹ ساخته شد.